# Biserica Sfinții Voievozi din Robești

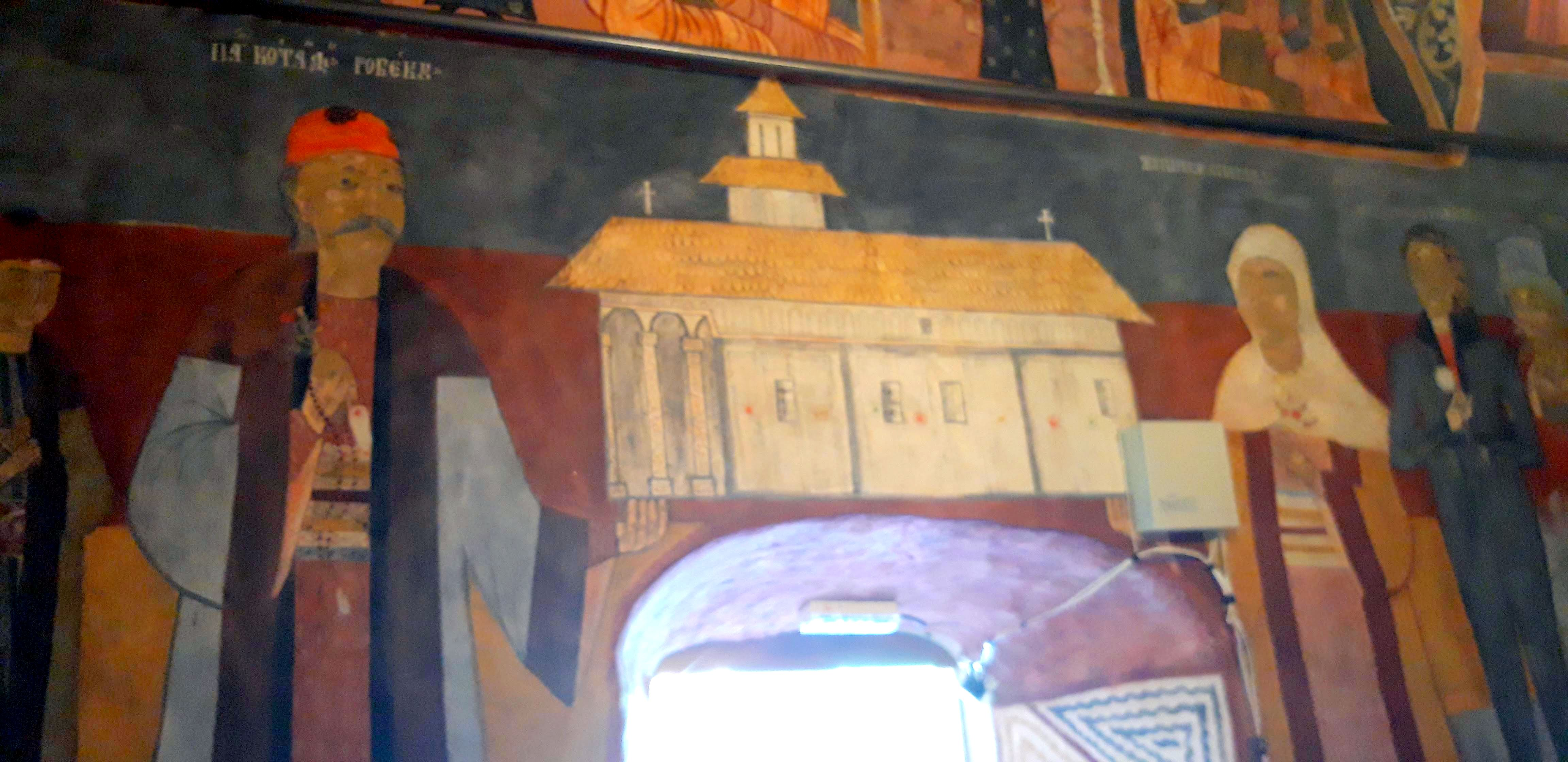
Tabloul votiv

Biserica „Sfinții Voievozi” este un monument istoric aflat pe teritoriul satului Robești; comuna Câineni.

## Istoric și trăsături
Ctitorul bisericii este vătaful Constantin Robescu. Din punct de vedere tipologic este o biserică-sală, cu clopotniță peste pronaos.
La exterior se remarcă paramentul fațadelor laterale, cu registrul superior format din ocnițe arcuite, separat printr-un tor și două brâuri zimțate de panourile dreptunghiulare ale registrului inferior.
Pictura interioară a fost realizată în anul 1817 de zugravii Ioan din Teiuș, Constantin din Ocnele Mari și Ilie din Craiova; pictura pridvorului a fost realizată la o dată ulterioară.